# 安妮特·冯·德罗斯特-许尔斯霍夫
安妮特·冯·德罗斯特-许尔斯霍夫（德語：Annette von Droste-Hülshoff；1797年1月10日—1848年5月24日），德国女作家，德国最伟大的女诗人之一。她最为脍炙人口的作品是宗教组诗《宗教的一年》（Das geistliche Jahr，1851年）和中篇小说《犹太人的榉树》（Die Judenbuche，1842年）。

## 生平

### 家庭背景
安妮特·冯·德罗斯特-许尔斯霍夫家為威斯特伐利亞最古老的貴族家庭之一，其是家族的第二十代傳人，出生在威斯特伐利亞護城河環繞的許爾紹夫城堡，位處明斯特附近哈維克斯貝克和羅克塞爾之間。其在她的詩篇《與我們在鄉下》（Bei uns zulande auf dem Lande）中有為她父母創作一段文學紀念。
詩人和她的作品都受到其出身的影響。她家族最早在11世紀以馮·德肯布羅克（von Deckenbrock）為姓氏出現，該家族原本是一個貴族家庭，與中世紀的上層貴族有親戚關係。 1147年的一份文件中提到，該姓氏第一個持有者埃弗溫努斯 （Everwinus） 以德羅斯特的身份擔任明斯特主教區最顯赫的宮廷職位；1209年的一份文件中提到，詩人的第一位直系祖先是一位騎士，是明斯特親王主教的封臣。她的世家很少被要求服兵役，而以民事、教會以及——儘管擁有大量莊園——城邦事務為主導：作為一個世襲繼承人的家族，許多祖先在中世紀就已經擔任過明斯特大教堂分會的德羅斯特官職，以及明斯特市的市長和議員，有些人還代表威斯特伐利亞參加過漢薩同盟日。同時，這個家族──包括詩人本人──透過擁有莊園和為農民家庭提供贊助與農村人口保持聯繫，並在日常生活中使用明斯特低地德語。

### 成長經歷
由于早产的原因童年时候体弱多病，1812年至1819年由德国作家安东·马蒂亚斯·施普里克曼（1749年9月7日—1833年11月22日）教授担任她的家庭教师。
德罗斯特从小就开始写作，但一直没有发表作品，直到她40岁。即便她的健康状况每况愈下，都从来没有考虑过想要通过写作来维持生计，她始终非常严肃地对待文学创作。她早年的写作主要受到她的堂兄、科隆大主教克莱门斯·奥古斯特·冯·德罗斯特-菲舍林（Clemens August von Droste-Vischering，1773年1月21日—1845年10月19日）的影响，他极端地支持教皇权力。德罗斯特受到了很好的文学教育，远远超过了当时妇女的一般水平。
虽然性格内向而且家教严谨，几乎过着与世隔绝的生活，但德罗斯特还是一直通过信件与同时代的许多杰出人才有着很好的联系，其中包括格林兄弟。1825年，她沿着莱茵河出游科隆、波恩和科布伦茨，她在波恩结识了有“莱茵女伯爵”之称的西比勒·默滕斯-沙夫豪森（1797年1月29日—1857年10月22日），她们组成了一个女作家的朋友圈子，包括德国女作家约翰娜·朔彭豪尔（哲学家亚瑟·叔本华的母亲）和女儿阿黛勒·朔彭豪尔（1797年7月12日—1849年8月25日）、歌德的儿媳奥蒂莉厄·冯·歌德（1796年10月31日—1872年10月26日），她们经常在波昂聚会。德罗斯特还在波昂认识了德国浪漫主义的创始人之一、文学历史学家、翻译家、作家、印度学家和哲学家奥古斯特·威廉·冯·施勒格尔（August Wilhelm von Schlegel，1767年9月8日—1845年5月12日）。
博登湖之旅对于德罗斯特的文学创作至关重要，她先是造访了她的妹妹燕妮，燕妮的丈夫是研究中世纪文学的德国作家约瑟夫·冯·拉斯贝格（1770年4月10日—1855年3月15日）。1841年起她主要就居住在博登湖边的梅尔斯堡。她先前结识的德国作家莱文·许京（1814年9月6日—1883年8月31日）经由她介绍在迈尔斯堡当上了图书管理员，在他的灵感触动之下，德罗斯特在迈尔斯堡创作了她的大部分诗作。
1848年5月24日，德罗斯特在博登湖边的梅尔斯堡因肺炎逝世，葬于迈尔斯堡的墓地。

## 作品
- 诗集（1838年）
- 《犹太人的榉树》（Die Judenbuche，1842年），中篇小说，从心理角度研究一个谋杀了犹太人的村民，主角的命运被描述为是由社会环境决定的，这在德国文学中是首创。作品所反映了18世纪威斯特伐利亚山区的农村生活，犹如一幅风俗画，是德国文学中艺术性较高的小说之一。
- 诗集（1844年）
- 《宗教的一年》（Das geistliche Jahr，发表于逝世后的1851年，作于1818年至1820年和1839年至1840年），严肃的宗教组诗，反映了她精神生活的纷乱和怀疑。
- 《最后的恩赐》（Letzte Gaben，发表于逝世后的1860年）

## 评价

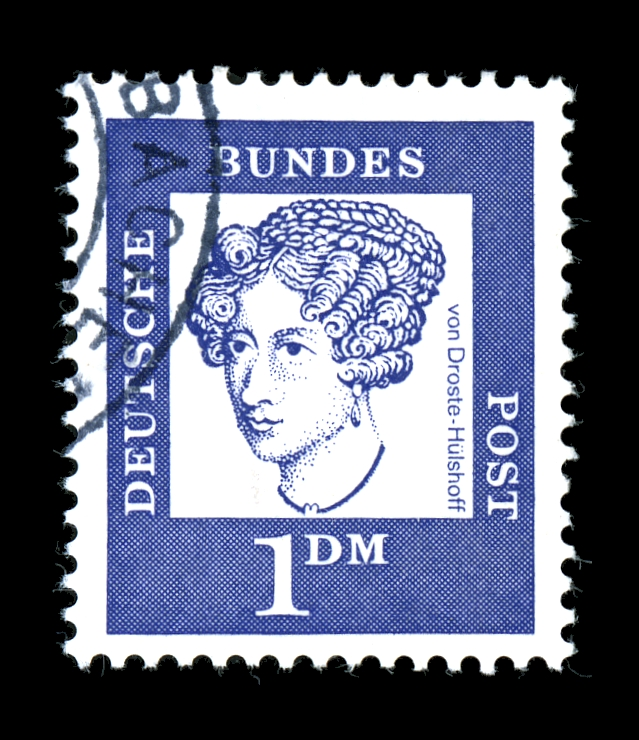
德国1961年至1965年发行一套16枚系列邮票“重要的德国人”（Bedeutende Deutsche），图为其中1961年发行的德罗斯特纪念邮票，面值1马克

根据《大英百科全书》的记载，德罗斯特是最有天赋的德国女诗人。她的韵文强健而有力，虽然说不上是刺耳但是经常不合调子，人们在诗中读不出一点多愁善感或一丝甜蜜。她最擅长的是抒情诗，她能够很好地把她家乡西威斯特法伦草原的风景融入到曲调中。她的叙事诗以（1838年）和（1838年）为代表是德国叙事诗的代表作品。她是一个严肃的罗马天主教徒，她经过20多年的时间创作了她最重要的作品宗教组诗《宗教的一年》（Das geistliche Jahr，1851年），描绘了人们在启蒙思想和宗教信仰之间的矛盾心理，作品受到了极大的欢迎和好评。
1989年发行的第四套也是最后一套德国马克中，20马克面值纸币（1992年发行）的正面是德罗斯特，背景为她后期常住的迈尔斯堡，纸币的背面是钢笔和榉树，象征她的作品《犹太人的榉树》。
德国1961年至1965年发行一套16枚系列邮票“重要的德国人”（Bedeutende Deutsche），1961年发行了其中的德罗斯特纪念邮票，面值1马克。